# Contea di Riwoqê
Riwoqê (類烏齊縣T; 类乌齐县S; Lèiwūqí XiànP) è una contea cinese della prefettura di Qamdo nella Regione Autonoma del Tibet. Nel 1999 la contea contava 39 683 abitanti.
Il monastero di Riwoche che si trova nella Contea di Riwoqê divenne la sede del Taklung Kagyu, una delle quattro scuole principali della  setta Kagyu.

## Geografia antropica

### Centri abitati
- Sangduo 桑多镇  (comune)
- Leiwuqi 类乌齐镇 (comune)
- Jiduo 吉多乡  (villaggio)
- Gangse 岗色乡  (villaggio)
- Binda 滨达乡  (villaggio)
- Kamaduo 卡玛多乡  (villaggio)
- Shangka 尚卡乡 (villaggio)
- Yiri 伊日乡 (villaggio)
- Jiasangka 加桑卡乡  (villaggio)
- Changmaoling 长毛岭乡 (villaggio)